# تولارمی
تولارمی (Tularemia) یا تب خرگوش (Rabbit fever)، بیماری ناشایع ناشی از فرانسیسلا تولارنسیس است. باکتری فرانسیسلا تولارنسیس (Francisella tularensis) کوکوباسیل کوچک، گرم منفی و دارای کپسول نازک پلی‌ساکاریدی است. این باکتری قادر به آلوده کردن بیش از ۱۰۰ گونه از جانوران مانند انسان، جوندگان، ماهیان و حشرات است اما خرگوش و کنه درماسنتور اندرسونی به‌عنوان منبع اصلی بیماری شناخته شده‌اند.

## انتقال بیماری
انتقال بیماری به انسان روش‌های گوناگونی دارد که رایج‌ترین راه شامل تماس پوست یا غشاهای موکوسی با خون یا بافت‌های حیوانات آلوده است. سایر روش‌ها شامل گزش یک کنه آلوده و کریزوپس، مایت درماسنتور اندرسونی، ساس، مگس اصطبل، کک، تماس با مایعات آلوده، دست زدن یا خوردن گوشت خرگوش کامل نپخته شده است. راه‌های ناشایع انتقال بیماری شامل نوشیدن آب آلوده، تنفس گرد و غبار آلوده یا دست زدن به پوست یا پنجه زدن حیوان آلوده است.
انتقال از انسان به انسان تاکنون دیده نشده‌است. پراکندگی بیماری بیشتر در آمریکای شمالی و اروپا است.

## علائم و درمان
بسته به راه ورود باکتری به بدن، بیماری ۶ فرم مختلف دارد که همه با عوارض شبه آنفلوانزا (flu like) مانند تب، لرز، سردرد، درد عضلانی و … شروع می‌شوند. فرم‌های بیماری عبارت‌اند از:
- زخم-غده‌ای (Ulceroglandular): شایع‌ترین فرم بیماری است و از طریق نیش بندپایان یا تماس با حیوان آلوده منتقل می‌شود. زخم پوستی، همراه با تورم و درد در گره‌های لنفاوی آن منطقه است.
- غده‌ای (Glandular): دومین فرم شایع بیماری است. در این فرم عموماً گره‌های لنفاوی ناحیه گردنی و زیر گوشی متورم می‌شوند و زخمی وجود ندارد.
- چشمی (Oculoglandular): این فرم در اثر تماس دست آلوده با چشم یا پاشیده شدن درون چشم ایجاد می‌شود. در این فرم، چشم ملتهب و متورم و گره‌های لنفاوی جلوی گوش متورم و دردناک می‌شوند.
- دهانی-حلقی (Oropharyngeal): این فرم در اثر خوردن یا آشامیدن غذا و آب آلوده رخ می‌دهد. مهم‌ترین عارضه آن گلودرد شدید است. ممکن است مشابه دیفتری بر روی لوزه‌ها یک غشای کاذب ایجاد کند.
- تنفسی (Pneumonic): این فرم از طریق استنشاق یا گردش باکتری در خون و ورود آن به ریه رخ می‌دهد. علائم شامل سرفه، درد قفسه سینه و سختی تنفس است. در ۵۰ درصد موارد ناشی از فرم تیفوئیدی است.
- تیفوئیدی (Typhoidal): در این فرم باکتری وارد خون شده و سپتیسمی می‌دهد. این فرم بیشترین میزان مرگ و میر را دارد.

واکسن بیماری تولارمی در بسیاری از کشورها به‌ویژه آمریکا به‌صورت محدود با کاربری آزمایشگاهی موجود است. در صورت ابتلاء انسان به تولارمی درمان با آنتی‌بیوتیک‌هایی مانند استرپتومایسین، جنتامایسین، اریترومایسین و داکسی‌سایکلین است.
با درمان کمتر از ۱٪ بیماران می‌میرند ولی بدون درمان ۷٪ بیماران می‌میرند.

## تولارمی در ایران
در یک بررسی در مورد شیوع تولارمی در سال ۱۹۷۳، آنتی‌بادی ضد تولارمی از حیوانات اهلی (گاو و گوسفند) و یک جوجه‌تیغی در ایران شناسایی شدند که این موارد مثبت مربوط به شمال غرب ایران و جنوب شرقی ایران بود. اولین مورد تولارمی انسانی (تولارمی غده‌ای) در ایران توسط دکتر کریمی (بخش اپیدمیولوژی انستیتو پاستور ایران) از شهر مریوان استان کردستان (غرب ایران) در سال ۱۹۸۶ گزارش شده‌است. در یک مطالعه توسط بخش اپیدمیولوژی انستیتو پاستور ایران طی سال‌های ۹۱–۱۳۹۰ بر روی شکارچیان و خانواده‌های آن‌ها، قصاب‌ها، پرسنل بهداشتی و همچنین مراجعین به آزمایشگاه‌های تشخیص طبی جنوب غربی استان کردستان انجام شد. از مجموع ۲۵۰ سرم، ۳۶ نمونه (۱۴٫۴۰٪) دارای آنتی‌بادی تولارمی بودند و ۳۳ نمونه (۲۰٫۱۳٪) دارای آنتی‌بادی مشکوک (Borderline) تولارمی بودند. بیشترین و کمترین شیوع سرمی تولارمی به ترتیب در شکارچیان (۱۸٪) و پرسنل بهداشتی (۱۲٪) مشاهده شد.